# Diplazium melanochlamys
Diplazium melanochlamys är en majbräkenväxtart som först beskrevs av William Jackson Hooker och som fick sitt nu gällande namn av Thomas Moore.
Diplazium melanochlamys ingår i släktet Diplazium och familjen Athyriaceae. Inga underarter finns listade i Catalogue of Life.

## Bildgalleri

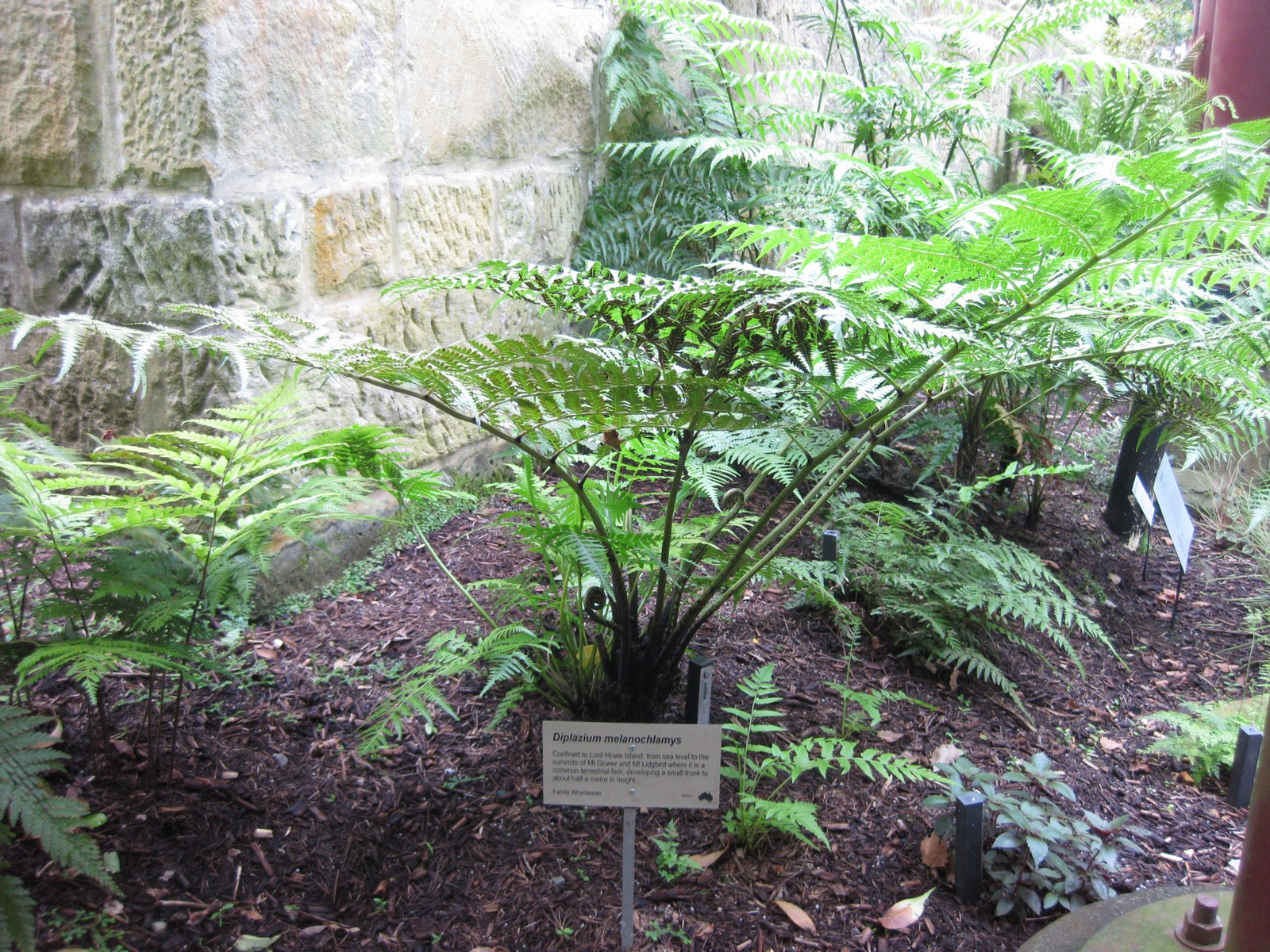
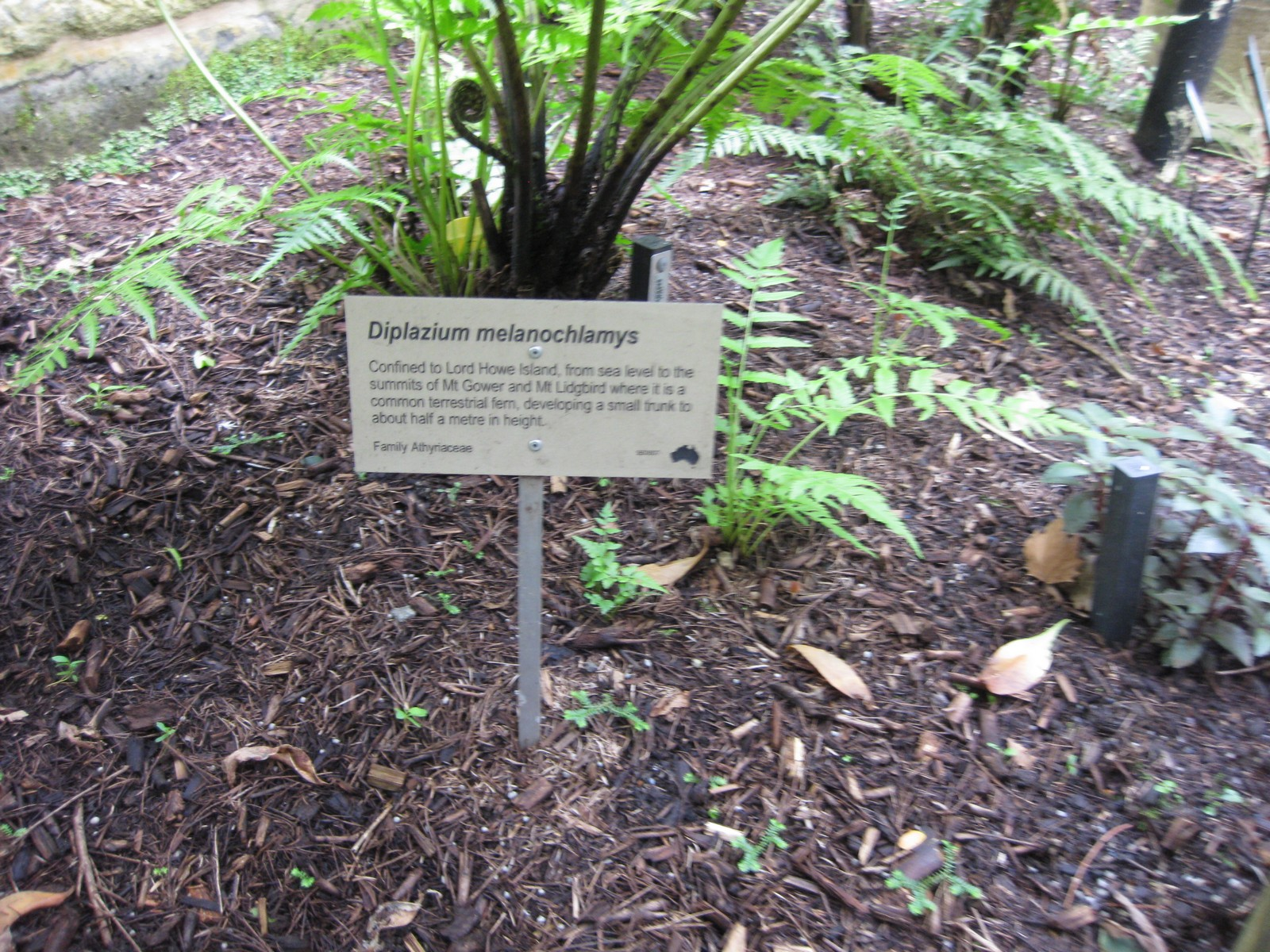